# Getting Bi: Voices of Bisexuals Around the World
Getting Bi: Voices of Bisexuals Around the World é uma antologia de língua inglesa editada por Robyn Ochs e Sarah E Rowley. É um livro importante na história do movimento dos direitos bissexuais modernos e aparece em numerosas listas de leitores Bissexual/LGBT geral.
O livro é composto de ensaios curtos por 184 pessoas predominantemente bissexuais que percorrem na idade de 15 para 79 anos, de classes diferentes, raças, e experiências que falam das suas vidas. Os autores são de 32 países em 6 continentes e inclui 15 partes traduzidas no inglês, primariamente do Espanhol e Mandarim.

Paula Ettelbrick, o Diretora Executivo da Comissão Internacional de Direitos Humanos Gay e Lésbica disse que: 
| “ | Getting Bi: Voices of Bisexuals Around the World é uma das contribuições recentes mais importantes para a luta global de direitos humanos. Enriquecendo a nossa compreensão de bissexualidade dentro de tantos contextos culturais e geográficos, esta antologia serve de instrumento magnífico para construir o suporte e o respeito aos direitos sexuais de cada um de nós. | ” |

É organizado em nove capítulos temados incluindo "O que é Bissexualidade?", "Saindo do armário como Bissexual", "Por Que Bi? (Chegando aos termos)", "Histórias de Vida", "Cruzando Linhas", "Bi em Relações", "Linguagem de Desejo", "Política Bissexual" e "Comunidade  Bi"; com seções adicionais de breves artigos e listas de recurso.